# Dirphia nubila
Dirphia nubila är en fjärilsart som beskrevs av Walker 1855. Dirphia nubila ingår i släktet Dirphia och familjen påfågelsspinnare. Inga underarter finns listade i Catalogue of Life.